# بوسه شانگهای
بوسه شانگهای (به انگلیسی: Shanghai Kiss) فیلمی محصول سال ۲۰۰۷ و به کارگردانی کرن کونوایزر و دیوید رن است. در این فیلم بازیگرانی همچون کن لئونگ، هیدن پنیتیر، کلی هو، ژول دیوید مور، جیمز هنگ، اسپنسر ردفورد، سامر آلتیس و بایرون من ایفای نقش کرده‌اند.